# روی بلک (خواننده)
روی بلک (انگلیسی: Roy Black; ۲۵ ژانویهٔ ۱۹۴۳ – ۹ اکتبر ۱۹۹۱) هنرپیشه و خواننده اهل آلمان بود. وی بین سال‌های ۱۹۶۳ تا ۱۹۹۱ میلادی فعالیت می‌کرد.